# Grandes palacios fatimíes

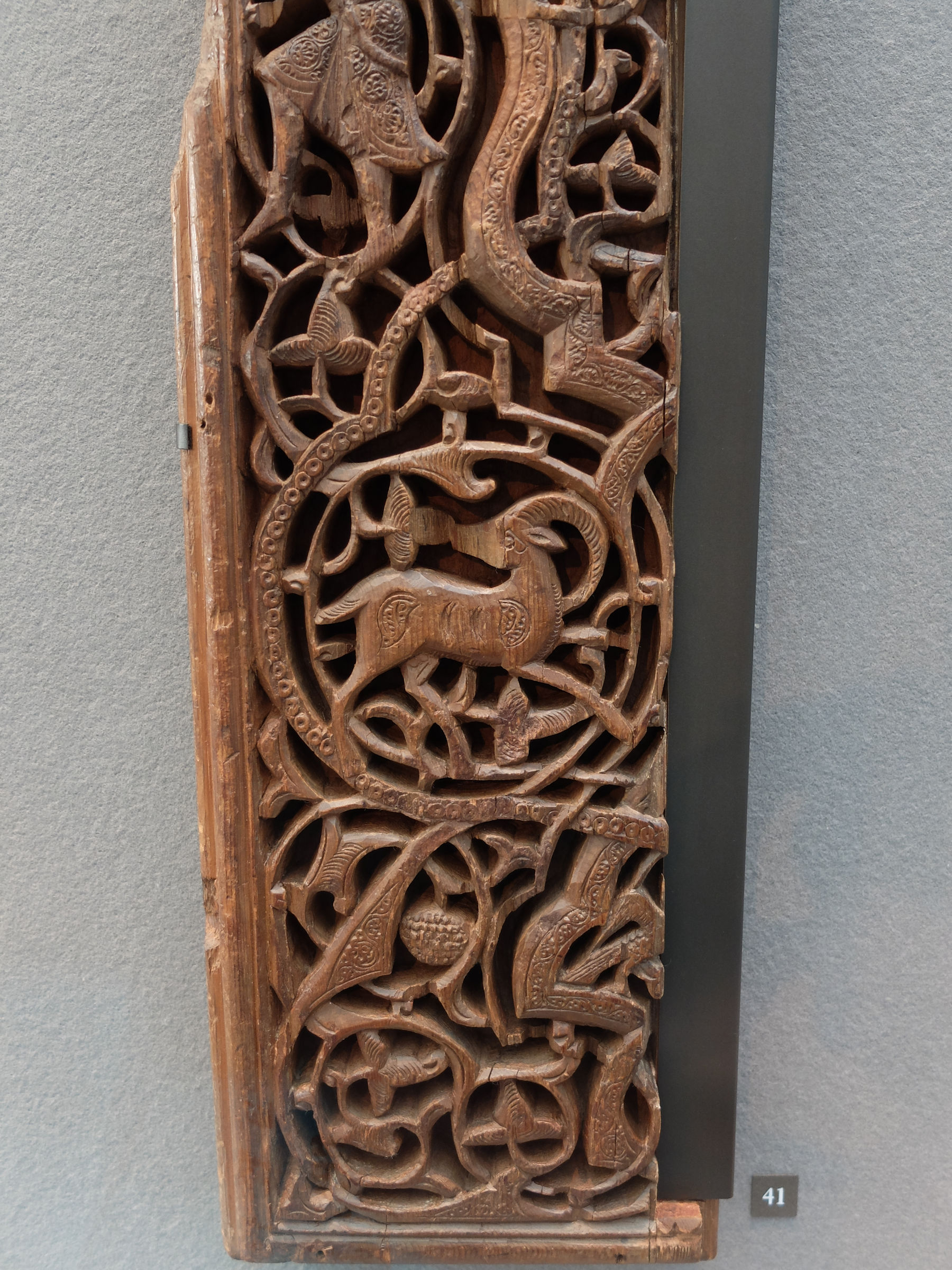
Panel de madera tallada con imágenes de animales y humanos, que se cree perteneció a una puerta de uno de los palacios fatimíes. (Expuesto en el Louvre.)

Los Grandes Palacios de los Califas Fatimíes' (o Grandes Palacios Fatimíes, entre otras variantes del nombre) fueron un vasto y fastuoso complejo palaciego construido a finales del siglo X en El Cairo, Egipto, para albergar a los califas fatimíes, sus hogares y la administración de su estado. Había dos complejos palaciegos principales, el Palacio Oriental y el Palacio Occidental. Estaban situados en el centro de la ciudad amurallada de El Cairo, en la zona que aún hoy se conoce como Bayn al-Qasrayn ("Entre los dos palacios").

## Panorama general y antecedentes

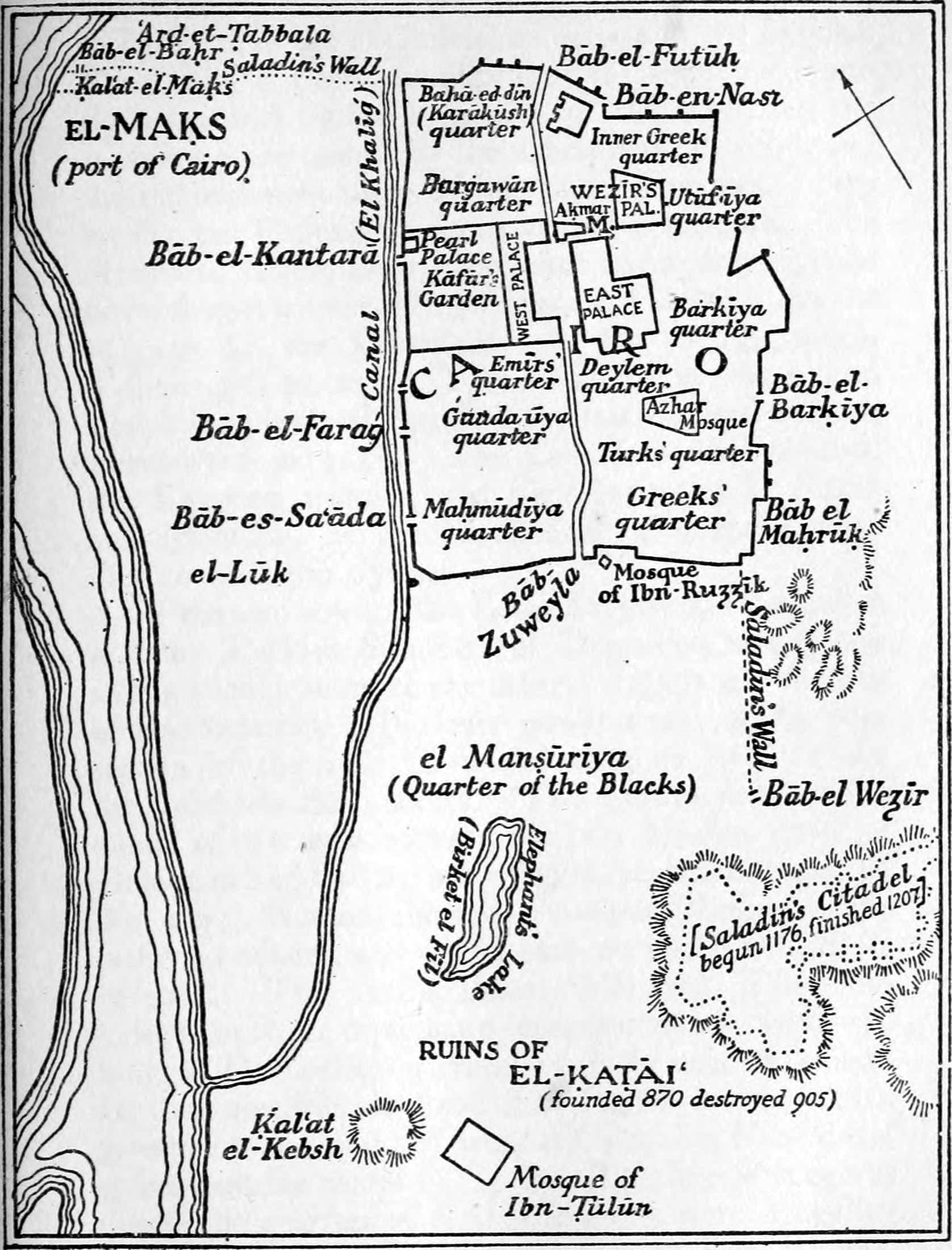
Plano de El Cairo (antes de 1200 d. C.). El Cairo (antes de 1200 d. C.), reconstruido por Stanley Lane-Poole, que muestra el trazado aproximado de la ciudad y la ubicación de los palacios.

El Califato Fatimí fue un Califato Shia Musulmán que conquistó inicialmente Túnez, donde fundó su primera capital en Mahdia. Posteriormente conquistaron Egipto en el 969 con un Kutama norteafricano Berber norteafricano bajo el mando del general Jawhar al-Siqilli. En 970, Jawhar se encargó de planificar, fundar y construir una nueva ciudad que sirviera de residencia y centro de poder a los califas fatimíes. La ciudad recibió el nombre de al-Mu'izziyya al-Qahira, la "Ciudad Victoriosa de al-Mu'izz", más tarde llamada simplemente "al-Qahira", que nos dio el nombre moderno de El Cairo.: 80  La nueva ciudad estaba situada al noreste de Fustat, la anterior capital y principal ciudad de Egipto. Jawhar organizó la ciudad de forma que el complejo palaciego califal estuviera en su centro, además de la mezquita principal, al-Azhar, al sureste.: 96 
El complejo palaciego constaba de dos partes principales: el palacio oriental (o gran palacio), el primero en ser construido en 970 por Yawhar para la llegada del triunfante califa al-Mu'izz, y el palacio occidental, que se añadió bajo su sucesor, el califa al-'Aziz que reinó desde 975 a 996.: 96 . Juntas sirvieron de residencia a los califas y su familia durante todo el periodo fatimí, por lo que también se las conocía como Dar al-Jilafa ("Morada del Califato"). La información sobre la disposición y el aspecto de estos palacios procede de unos pocos informes escritos, y especialmente de las crónicas del historiador árabe Maqrizi y del viajero persa Nasir Khusraw.
Los dos palacios se enfrentaban a través de una plaza abierta que se conoció como Bayn al-Qasrayn (que significa "Entre los dos palacios"), siguiendo el modelo de la ciudad real fatimí original de al-Mahdiya, Túnez. Esta plaza era rectangular y medía 105 por 255 m, ocupando más de 2,5 ha.: 58  Tenía un gran significado público y simbólico, y era el lugar donde se celebraban diversas ceremonias relacionadas con la dinastía. Aquí se encontraba la gran entrada oficial al Gran Palacio Oriental, conocida como Bab al-Dhahab ("La Puerta Dorada").

## El Palacio Oriental (Gran Palacio)
El Palacio Oriental, también conocido como Gran Palacio (al-Qasr al-Kabir), era el mayor de los dos, y se cree que ocupaba alrededor de 9 hectáreas (22,2 acre), o una quinta parte de la superficie total de El Cairo en aquella época. Se inició bajo el mandato de al-Mu'izz y se terminó bajo el de al-Aziz, aunque durante décadas continuaron obras de diversa índole, incluso bajo el visir al-Hakim. El palacio se abría al resto de la ciudad a través de nueve puertas (tres al oeste, una al norte, tres al este y dos al sur), pero también estaba separado de la ciudad por jardines y plazas. Esta disposición en expansión pero aislada en el centro de la ciudad seguía la tradición, ya establecida por el califato abbasí, de aislar al califa de la esfera pública. Los miembros del estamento religioso Isma'ili (eruditos y clérigos) también se alojaban en el palacio o en sus alrededores, que contaba con su propio muecín y, por tanto, no dependía del llamado a la oración de la mezquita de al-Azhar.
El palacio oriental estaba compuesto por muchas grandes salas, las más importantes de las cuales estaban precedidas por patios (llamados dihliz). El palacio también contaba con muchos jardines o patios, a menudo rodeados de pórticos y con pabellones y fuentes, donde se desarrollaba la vida de la corte. Los visitantes que escribieron sobre los palacios hablaron de pavimentos de mármol de diferentes colores, fuentes centrales, adornos de oro y animales expuestos para impresionar a los invitados.
La gran entrada oficial del palacio se realizaba a través de su puerta central occidental, llamada Bab al-Dhahab ("La puerta dorada"), que se abría desde la plaza de Bayn al-Qasrayn. (Estaría situada frente al actual Mausoleo de Qalawun, al otro lado de la calle.). Al parecer, contaba con oro traído de Ifriqiya (actual Túnez). Encima de la puerta había un balcón en el que el califa se asomaba al público en ocasiones. Esta entrada conducía al "Salón Dorado" (Qa'at al-Dhahab o Dar al-Dhahab) a través de un pasadizo abovedado de unos 30 metros de largo. El Salón Dorado actuaba como sala del trono donde el califa celebraba sus audiencias diarias y donde tenían lugar las recepciones oficiales y algunas fiestas religiosas. Otra sala importante era la conocida como el Gran Iwan, coronada por una cúpula. Era el lugar donde los clérigos y misioneros ismailíes ('da'is) celebraban sermones para los residentes del palacio, así como algunos de los festivales religiosos más importantes. En este salón, el asiento del califa se ocultaba tras una pantalla o reja conocida como Shubbak al-Jalifa ("Ventana del Califa"). Tanto el Salón Dorado como el Gran Iwan se construyeron o completaron bajo al-Aziz.
Aproximadamente una cuarta parte del palacio, al noreste, estaba ocupada por una gran plaza llamada Rahbat al-Eid ("Plaza del Festival"), de 157 por 105 metros, que era el punto de partida de las procesiones del califa por la ciudad. Una de las puertas orientales, llamada Bab al-Zumurrud ("Puerta Esmeralda"), se abría en esta plaza y daba acceso a la parte del palacio conocida como el Palacio Esmeralda, la residencia privada del califa. Otra puerta que se abría en el lado sur de la plaza se llamaba Bab al-Eid. Al este del palacio había una sala arsenal, llamada Jizanat al-Bunud (más o menos, el "Arsenal de los Estandartes/Banderas"), así como una puerta conocida como Bab Qasr al-Sharq ("Puerta oriental del palacio"). La puerta sureste, Bab Daylam ("Puerta de los Daylamitas"), conducía al monumento que más tarde se convertiría en el santuario de al-Husayn (véase más adelante), mientras que la puerta suroeste se llamaba Bab Turbat al-Za'faraan (o Bab al-Za'faraan), por el nombre del mausoleo real adyacente (véase más adelante). La parte suroeste del palacio estaba ocupada por las cocinas, que también proporcionaban comida a los pobres durante el mes de ayuno del Ramadán. La más meridional de las puertas occidentales, situada aquí, se conoció como Bab Zuhuma, llamada así por los olores a comida que emanaban de las cocinas. La única puerta septentrional del palacio, Bab al-Rih ("Puerta del Viento"), era la entrada utilizada por los da'i. También es posible que esta puerta fuera la última en desaparecer en el periodo postfatimí, ya que sobrevivió al menos hasta 1408 y fue vista por Maqrizi.
En el siglo XII, el visir al-Ma'mun al-Bata'ihi (en el cargo de 1122 a 1125) añadió tres pabellones más al palacio. También fue responsable de la construcción de la mezquita de al-Aqmar, que aún se conserva, en el extremo noroeste del palacio.

### El mausoleo:Turbat al-Za'faraan
Adosado al extremo sur del palacio oriental había un mausoleo conocido como Turbat al-Za'faraan ("La tumba del azafrán"), que servía como lugar de enterramiento de los califas.: 57  Incluso los restos de los califas fatimíes de Túnez fueron trasladados aquí cuando el califato se trasladó a Egipto. Las tumbas fueron finalmente demolidas por completo por el emir mameluco Jaharka al-Khalili para dar paso al Khan al-Khalili a finales del siglo XIV, que dio su nombre al zoco circundante aún presente en la actualidad. Jaharkas se habría deshecho de los huesos de la familia real fatimí arrojándolos a las colinas de basura al este de la ciudad.
Junto al mausoleo de los califas también se hallaba el santuario del siglo XII que supuestamente albergaba la cabeza de al-Husayn, hijo de Ali ibn Abi Talib asesinado en la batalla de Karbala en el año 680 y venerado como mártir por los chiíes. En un principio se creía que su cabeza estaba enterrada en Ascalon, pero los fatimíes la llevaron a El Cairo en 1153 cuando Ascalon se vio amenazada por los cruzados. Dado que los fatimíes reivindicaban la descendencia a través de la madre de al-Husayn, Fátima, la creación de este santuario fue un importante acto simbólico y religioso. El santuario sigue existiendo hoy en día (aunque reconstruido muchas veces) en la Mezquita de al-Hussein, que es muy visitada por los musulmanes.

## El Palacio Occidental

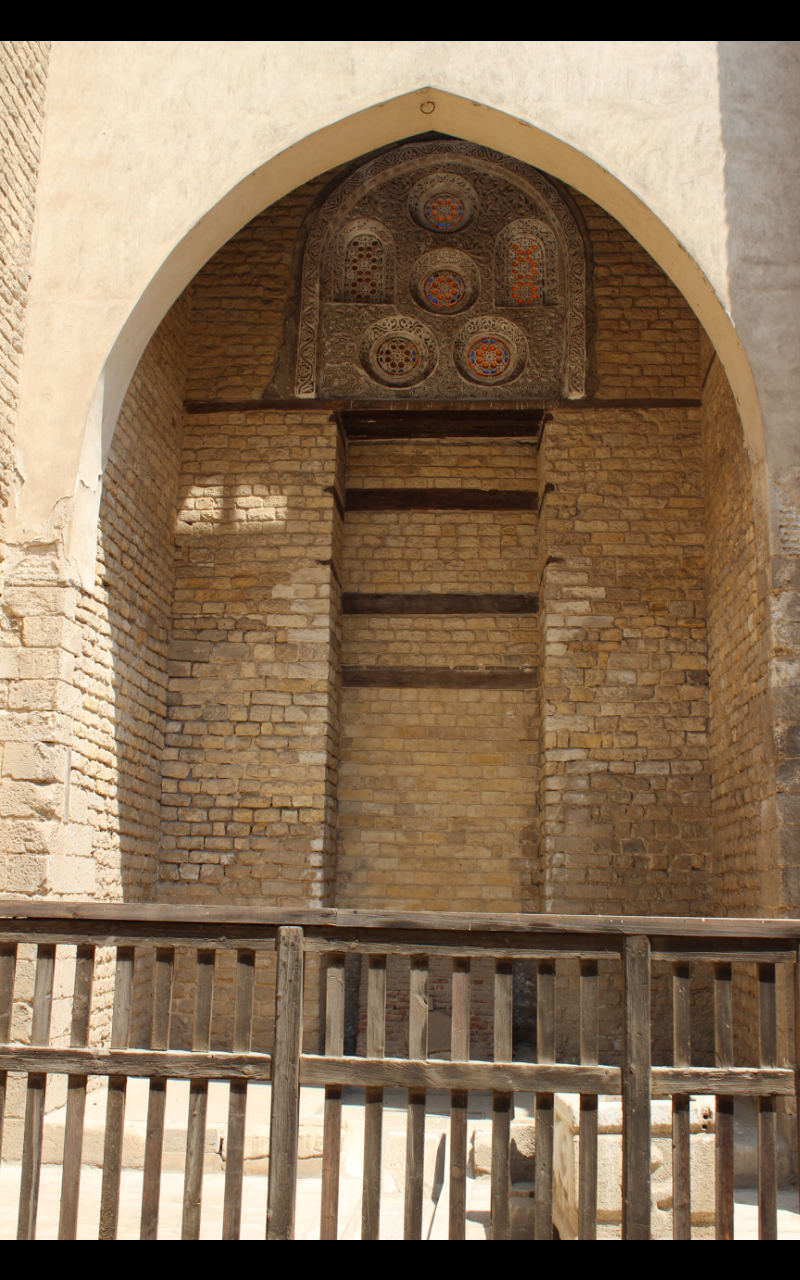
Un iwan en el maristan (hospital) del sultán Qalawun que incorpora restos del palacio occidental fatimí que se alzaba aquí anteriormente.

El Palacio Occidental, más pequeño, también conocido como Palacio Menor (Qasr al-Saghir al-Garbi), se construyó inicialmente como residencia de una de las hijas del califa al-Aziz, Sitt al-Mulk (que también fue gobernante de facto entre 1021 y 1023). Cubría unas 4,5 hectáreas y tenía dos alas que rodeaban los lados sur y norte de la plaza Bayn al-Qasrayn'. En general, se sabe menos de este palacio, ya que fue rápidamente reemplazado por otras estructuras en la época postfatimí. El palacio se construyó en el emplazamiento de un vasto jardín ya existente llamado al-Bustan al-Kafur (o al-Bustan al-Kafuri), que fue establecido aquí originalmente por el gobernante de la Ijshidí Abu l-Misk Kafur, que gobernó Egipto antes de los fatimíes. La parte occidental del jardín se conservó para el disfrute de los fatimíes e inicialmente se reservó para la familia del califa. Los palacios oriental y occidental, así como estos jardines al oeste, estaban todos conectados por grandes túneles que permitían a los califas ir de uno a otro a caballo. El palacio occidental fue reformado en 1064 por el califa al-Mustansir, que esperaba albergar a los califas abbasíes, sus rivales suníes, tras haberlos depuesto brevemente en Bagdad durante un año (en 1058-59); sin embargo, este propósito nunca se cumplió. El palacio también era conocido como Qasr al-Bahr ("Palacio del Mar/Río") en referencia al hecho de que se encontraba cerca del antiguo canal (el Khalij), que pasaba junto a El Cairo y que antaño se extendía hasta el Mar Rojo.

## Otros palacios y establecimientos fatimíes cercanos
A lo largo del periodo fatimí también se construyeron otros palacios y establecimientos menores en los alrededores de los palacios de los califas. Al sur de ambos palacios había un conjunto de establos. El palacio del visir, el Dar al-Wizara, estaba situado al noreste del palacio oriental, en el emplazamiento del actual khangah del sultán Baybars al-Yashnakir y la madrasa del emir Qarasunqur. Fue construida por el visir al-Afdal (hijo del famoso visir Badr al-Gamali) después de 1094. El califa al-Hakim (entre 996 y 1021) o al-Amir (en 1116) añadió junto al extremo sur del palacio occidental una academia conocida como Dar al-'ilm (aproximadamente "Casa del Conocimiento/Ciencia"). Otro palacio conocido como al-Qasr al-Nafi'i estaba situado al sur del palacio oriental, en un lugar que hoy ocupa la Wikala al-Silahdar del siglo XIX, en el interior del jan al-Jalili. Los fatimíes también construyeron palacios de recreo a orillas del Nilo y a lo largo del canal Jalij, como el Lu'lu'a o Palacio de la Perla, construido por al-'Aziz y reconstruido por al-Zahir. (Más tarde se utilizó como residencia del padre de Salah ad-Din.) La madre de al-'Aziz también construyó un gran palacio dentro de al-Qarafa, la vasta necrópolis y cementerio de la ciudad principal de Fustat al sur.

## Los palacios después de los fatimíes
El Cairo se abrió definitivamente a todo el mundo bajo el gobierno de Salah ad-Din (Saladino), quien desmanteló el califato fatimí en 1171 y emprendió la construcción de una nueva ciudadela fortificada (la actual Ciudadela de El Cairo) más al sur, fuera de la ciudad amurallada, que albergaría a los gobernantes y la administración estatal de Egipto. Esto puso fin al estatus de El Cairo como ciudad-palacio exclusiva e inició un proceso por el cual la ciudad se convirtió en un centro económico habitado por egipcios corrientes y frecuentado por viajeros extranjeros. Los antiguos palacios fatimíes de la ciudad quedaron obsoletos como residencias califales y se abrieron a la reurbanización. Salah ad-Din los transformó inicialmente en residencias para la aristocracia de su propia dinastía ayubí, así como en madrasas, una khanqah y un hospital.: 51  Los sultanes ayyubíes al-Kamil y al-Salih construyeron importantes madrasas en distintas zonas del emplazamiento de los antiguos palacios. En el periodo del sultanato mameluco continuó la transformación de la zona y la mayoría de los palacios desaparecieron y se sustituyeron por diversas estructuras urbanas, transformándose en nuevos barrios de la ciudad. Algunos restos del palacio permanecieron en pie durante siglos tras la caída de los fatimíes.
No obstante, la principal calle norte-sur de El Cairo, la Qasaba (Calle Al-Muizz), siguió siendo un punto fijo y la antigua zona de Bayn al-Qasrayn siguió siendo un lugar privilegiado para la construcción de complejos arquitectónicos reales como el complejo Maristan-Mausoleo-Madrasa del sultán Qalawun. Sin embargo, la plaza Bayn al-Qasrayn fue desapareciendo y se convirtió en un tramo más de la calle Qasaba, ya que las construcciones a ambos lados ocupaban el espacio que antes quedaba libre.

## Restos de los palacios en la actualidad

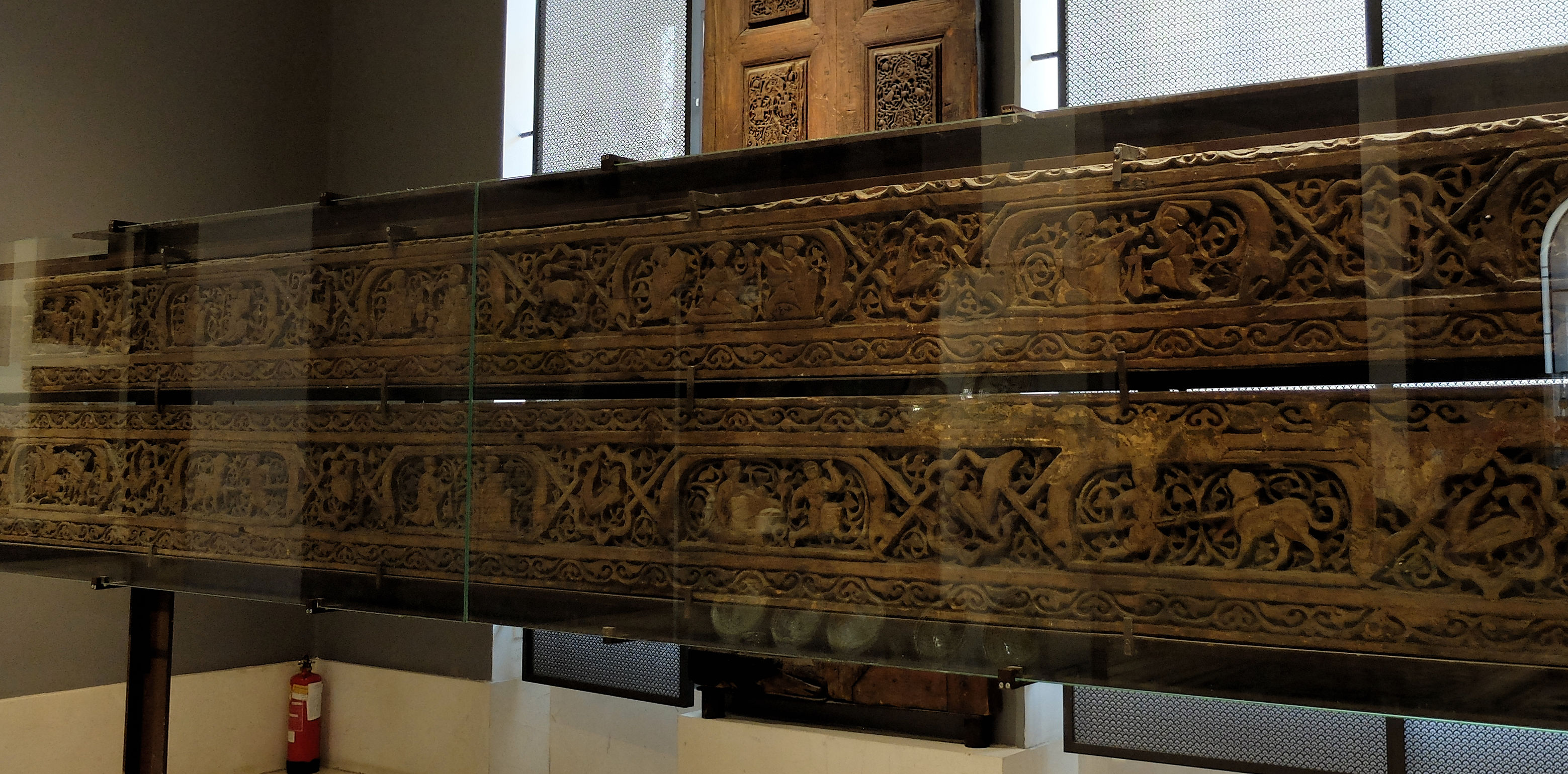
Un par de vigas de madera talladas con escenas de animales y humanos que pertenecieron al Palacio Fatimí Occidental. (Expuestas en el Museo de Arte Islámico de El Cairo).

En la actualidad no queda prácticamente nada de los palacios, aparte de algún topónimo ocasional y algunos fragmentos físicos menores. La mayoría de los edificios de la zona de Bayn al-Qasrayn se construyeron sobre los cimientos o las ruinas de los palacios. Uno de los patios principales del maristan (hospital) del sultán al-Mansur Qalawun (construido en 1285) incorpora restos del palacio fatimí occidental, en particular algunas ventanas de estuco tallado en su iwan oriental, probablemente parte de lo que originalmente fue un patio de palacio que tenía cuatro iwan dispuestos en cruz.: 58  Del mismo modo, la fuente lobulada en medio del patio de la madrasa de Qalawun (en el mismo complejo) también perteneció a ese palacio. La Madrasa de al-Salih Ayyub del siglo XIII se construyó en parte sobre las antiguas cocinas del palacio. La Janqa del sultán Baybars al-Yashnakir (construida en 1306-1310) y la madrasa del emir Qarasunqur (construida en 1300) se levantan en el emplazamiento de la antigua residencia de los visires fatimíes, que daba a una puerta occidental del palacio oriental. La gran ventana de hierro reja de la fachada exterior del mausoleo de la janqa de Baybars al-Yashnakir fue originalmente un artefacto traído de los palacios abbasíes de Bagdad y utilizado en el palacio de los visires fatimíes. El antiguo alminar ayyubí de la entrada de la mezquita de al-Hussein está construido sobre una de las antiguas puertas del palacio oriental fatimí (citada como "Bab al-Akhdar", pero quizá sea la misma que la Bab al-Daylam), ya que el santuario de al-Hussein estaba originalmente adosado al palacio.
Algunos artefactos y fragmentos arquitectónicos de los grandes palacios fatimíes se exponen actualmente en el Museo de Arte Islámico de El Cairo, incluidos paneles y vigas de madera hallados en el complejo de Qalawun y en la madrasa de al-Nasir Muhammad.